# 関政富
関 政富（せき まさとみ）は、江戸時代中期の大名。備中国新見藩の第3代藩主。新見藩関家4代。官位は従五位下・播磨守。

## 略歴
公式には第2代藩主・関長広の長男となっているが、初代藩主・関長治の次男とも言われており、定かではない。享保8年（1723年）3月22日生まれとされるが、一説には享保3年（1718年）生まれともされる。
享保17年（1732年）、長広の死去により家督を継いだ。長広は病弱の上に暗愚であったため、藩政を混乱させたが、この政富は英邁で、自ら藩政を執った。そして藩校・思誠館を創設して庶民にも文武を奨励し、あるいは学資を補助するほどであった。また刑罰制度の整備を行なうなど、この治世期に新見藩は小藩ながら有能な人材を多く輩出し、全盛期を迎えた。政富自身も文化的に優れた人物であった。
宝暦10年（1760年）6月4日に死去した。享年38（または43）。跡を次男・政辰が継いだ。

## 系譜
- 父：関長広（1694-1732） - 異説あり
- 母：岡氏
- 養父：関長治（1657-1738）
- 正室：松平親純娘
  - 次男：関政辰（1757-1774）
- 側室
  - 長男：関長誠（1745?-1810） - 関政辰の養子
- 生母不明の子女
  - 三男：関富矩
  - 女子：浄願院 - 毛利就馴正室
  - 四男：関富昌
  - 女子：安藤広峯室
  - 女子：岩瀬氏以養女・岩瀬氏紀室
  - 女子：金森可英養女